# Saint-Astier
Saint-Astier er en fransk kommune i departementet Dordogne
i den sydvestlige del af landet. byen ligger ved floden Isle.
Indbyggerne kaldes Astériens.